# Чемпионат Северного Кипра по футболу

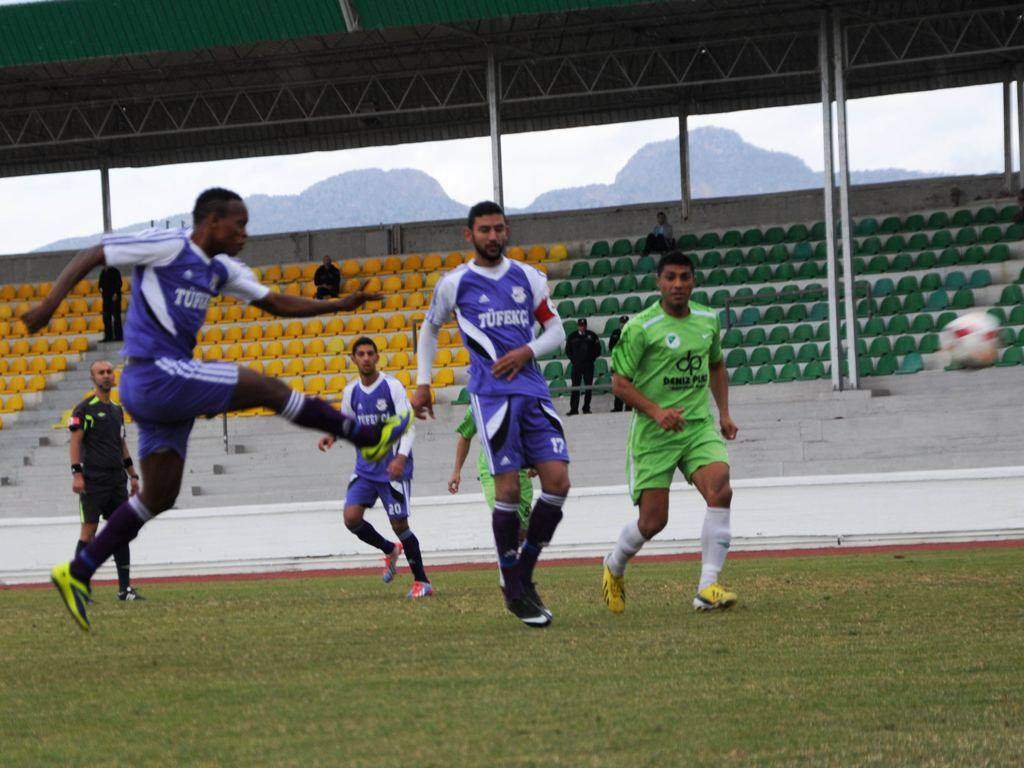
Матч чемпионата в 2014 году

Чемпионат Северного Кипра по футболу — высший футбольный дивизион частично признанной Турецкой Республики Северного Кипра, которая не является членом ФИФА и УЕФА. Проводится под эгидой Турецкой кипрской футбольной ассоциации.
Впервые футбольный чемпионат на острове Кипр был проведён в 1933 году. В чемпионате в основном доминировали клубы греческой общины острова, однако в сезоне 1950/51 победителем стал клуб турецкой общины «Четинкая Тюрк». Этнический конфликт на острове привёл к тому, что в 1955 году турки Северного Кипра основали собственную футбольную федерацию и начали проводить отдельный чемпионат. В сезоне 1963/64 года турнир был отменён после 5-го тура из-за вспышки межэтнического насилия между греками и турками, а возобновился лишь спустя пять лет. В следующий раз турнир прерывался в сезоне 1974/75 из-за турецкого вторжения на Кипр.
Участниками чемпионата в сезоне 2022/23 являются 16 команд, представляющие четыре различных района. Две слабейшие команды выбывают во второй дивизион Северного Кипра. Действующим чемпионом является «Магуса Тюрк Гюджю». Наибольшее количество раз (14) победителем чемпионата становился клуб «Четинкая Тюрк».

## Победители
- 1955/56 — Доган Тюрк Бирлиги
- 1956/57 — Доган Тюрк Бирлиги
- 1957/58 — Четинкая Тюрк
- 1958/59 — Доган Тюрк Бирлиги
- 1959/60 — Четинкая Тюрк
- 1960/61 — Четинкая Тюрк
- 1961/62 — Четинкая Тюрк
- 1962/63 — Кучук Каймаклы
- 1963/64 — отменён после 5-го тура
- 1964/65 — не разыгрывался
- 1965/66 — не разыгрывался
- 1966/67 — не разыгрывался
- 1967/68 — не разыгрывался
- 1968/69 — Магуса Тюрк Гюджю
- 1969/70 — Четинкая Тюрк
- 1970/71 — Йеничами
- 1971/72 — Геньели
- 1972/73 — Йеничами Агделен
- 1973/74 — Йеничами Агделен
- 1974/75 — не разыгрывался
- 1975/76 — Йеничами Агделен
- 1976/77 — Магуса Тюрк Гюджю
- 1977/78 — Геньели
- 1978/79 — Магуса Тюрк Гюджю
- 1979/80 — Магуса Тюрк Гюджю
- 1980/81 — Геньели
- 1981/82 — Магуса Тюрк Гюджю
- 1982/83 — Магуса Тюрк Гюджю
- 1983/84 — Йеничами Агделен
- 1984/85 — Кучук Каймаклы
- 1985/86 — Кучук Каймаклы
- 1986/87 — Баф Улкю Юрду
- 1987/88 — Баф Улкю Юрду
- 1988/89 — Баф Улкю Юрду
- 1989/90 — Баф Улкю Юрду
- 1990/91 — Доган Тюрк Бирлиги
- 1991/92 — Доган Тюрк Бирлиги
- 1992/93 — Геньели
- 1993/94 — Доган Тюрк Бирлиги
- 1994/95 — Геньели
- 1995/96 — Акынджилар
- 1996/97 — Четинкая Тюрк
- 1997/98 — Четинкая Тюрк
- 1998/99 — Геньели
- 1999/00 — Четинкая Тюрк
- 2000/01 — Геньели
- 2001/02 — Четинкая Тюрк
- 2002/03 — Бинатлы
- 2003/04 — Четинкая Тюрк
- 2004/05 — Четинкая Тюрк
- 2005/06 — Магуса Тюрк Гюджю
- 2006/07 — Четинкая Тюрк
- 2007/08 — Геньели
- 2008/09 — Геньели
- 2009/10 — Доган Тюрк Бирлиги
- 2010/11 — Кучук Каймаклы
- 2011/12 — Четинкая Тюрк
- 2012/13 — Четинкая Тюрк
- 2013/14 — Йеничами Агделен
- 2014/15 — Йеничами Агделен
- 2015/16 — Магуса Тюрк Гюджю
- 2016/17 — Йеничами Агделен
- 2017/18 — Йеничами Агделен
- 2018/19 — Магуса Тюрк Гюджю
- 2019/20 — Магуса Тюрк Гюджю
- 2020/21 — не разыгрывался
- 2021/22 — Магуса Тюрк Гюджю

## Победители по клубам
| Клуб               | Побед | Чемпионство по годам |
| ------------------ | ----- | --- |
| Четинкая Тюрк      | 14    | 1957/58, 1959/60, 1960/61, 1961/62, 1969/70, 1996/97, 1997/98, 1999/2000, 2001/02, 2003/04, 2004/05, 2006/07, 2011/12, 2012/13 |
| Магуса Тюрк Гюджю  | 11    | 1968/69, 1976/77, 1978/79, 1979/80, 1981/82, 1982/83, 2005/06, 2015/16, 2018/19, 2019/20, 2021/22                              |
| Геньели            | 9     | 1971/72, 1977/78, 1980/81, 1992/93, 1994/95, 1998/99, 2000/01, 2007/08, 2008/09                                                |
| Йеничами Агделен   | 9     | 1970/71, 1972/73, 1973/74, 1975/76, 1983/84, 2013/14, 2014/15, 2016/17, 2017/18                                                |
| Доган Тюрк Бирлиги | 7     | 1955/56, 1956/57, 1958/59, 1990/91, 1991/92, 1993/94, 2009/10                                                                  |
| Баф Улкю Юрду      | 4     | 1986/87, 1987/88, 1988/89, 1989/90                                                                                             |
| Кучук Каймаклы     | 4     | 1962/63, 1984/85, 1985/86, 2010/11                                                                                             |
| Акынджилар         | 1     | 1995/96 |
| Бинатлы            | 1     | 2002/03 |